# Void Cube
Le Void Cube est un casse-tête mécanique de la famille du Rubik's Cube, à la différence que les cubes des centres ne sont pas présents. L'araignée centrale utilisée pour le Rubik's Cube est absente, créant des trous à travers le cube selon les trois axes. À cause de la réduction du volume, le puzzle possède un mécanisme interne différent du Rubik's Cube.

## Solution
Le void cube est légèrement plus difficile à résoudre que le Rubik's Cube à cause des parités. L'absence des centres retire l'information de la position des faces, et peut entraîner des configurations étranges qui peuvent sembler impossible pour le Rubik's Cube classique. En réalité, les cubes des centres seraient aussi dans une position étrange, mais il est impossible de le voir pour le Void Cube. Ces permutations sont résolvables avec quelques algorithmes simples (ex : ).